# Henning Bommel
Henning Bommel (Finsterwalde, Brandenburg, 23 de febrer de 1983) és un ciclista alemany que combina la pista amb la carretera.

## Palmarès en pista
- 2008
  -  Campió d'Alemanya en Persecució per equips (amb Robert Bartko, Frank Schulz i Robert Bengsch)
- 2010
  -  Campió d'Alemanya en Persecució per equips (amb Robert Bartko, Johannes Kahra i Stefan Schäfer)
- 2011
  -  Campió d'Alemanya en Persecució per equips (amb Nikias Arndt, Franz Schiewer i Stefan Schäfer)
- 2012
  -  Campió d'Alemanya en Persecució per equips (amb Kersten Thiele, Michel Koch i Yuriy Vasyliv)
- 2014
  -  Campió d'Alemanya en Persecució per equips (amb Kersten Thiele, Theo Reinhardt i Nils Schomber)
- 2015
  -  Campió d'Alemanya en Persecució per equips (amb Domenic Weinstein, Theo Reinhardt i Nils Schomber)
- 2017
  -  Campió d'Alemanya en Puntuació

### Resultats a laCopa del Món
- 2004-2005
  - 1r a Los Angeles, en Persecució per equips

## Palmarès en ruta
- 2006
  - Vencedor d'una etapa a la Volta a Sèrbia
- 2008
  - Vencedor d'una etapa a la Volta a Bulgària
- 2009
  - Campió del món militar en ruta